# Sint-Bavokerk (Harmelen)
De Sint-Bavokerk is een rooms-katholieke parochiekerk in Harmelen. De kerk is gewijd aan de heilige Bavo van Gent. Het kerkgebouw aan de Ambachtsherenlaan werd ingewijd in 1917 door mgr. Van de Wetering. Het verving een ouder kerkgebouw aan de dorpsstraat. Het gebouw en de geloofsgemeenschap maken samen met acht omliggenden deel uit van de Parochie van de Heilige Drie-eenheid.

## Voorgeschiedenis
Tot de reformatie was de dorpskerk katholiek. Toen deze protestants werd, kerkten de katholieken uit Harmelen in de kapel van kasteel Den Ham bij Vleuten. Openlijke beoefening van het katholicisme was officieel verboden, maar de kasteelheer van Den Ham kon enige bescherming bieden. In de Franse tijd kwam er meer godsdienstvrijheid en in 1795 kon de eerste katholieke kerk gebouwd worden, aan de dorpsstraat. Deze werd al spoedig te klein en werd in 1839 vervangen door een grotere kerk op dezelfde plek. 

## Bouw van de huidige kerk
Aan het begin van de twintigste eeuw was het bestaande kerkje bouwvallig geworden. Er werd niet besloten tot restauratie, maar tot nieuwbouw. In 1914 werd Jan Stuyt aangesteld als architect. En hoewel zijn plannen eigenlijk te prestigieus waren - de bisschop vond Stuyts ontwerp te groot voor een dorp als Harmelen - vonden ze toch doorgang. Op 19 juli 1916 werd de eerste steen gelegd door pastoor Van der Waarden. Op 8 mei 1917 werd de kerk ingewijd door mgr. Van de Wetering. 

## Interieur
Het orgel is nog afkomstig uit het kerkje aan de Dorpsstraat. Al het smeedwerk was van de hand van Jan Eloy Brom. Tot in de jaren vijftig werd het interieur steeds verder verfraaid. Na het Tweede Vaticaans Concilie veranderde de ideeën over liturgie en daarmee de inrichting van de kerkruimte. Toen in 1966 de vervanging van het dak noodzakelijk was, werd direct het interieur verbouwd en versoberd. 